# Municipio Tepotzotlán
Koordinaten: 19° 43′ N, 99° 14′ W
Tepotzotlán ist ein Municipio im mexikanischen Bundesstaat México. Es gehört zur Zona Metropolitana del Valle de México, der Metropolregion um Mexiko-Stadt. Der Sitz der Gemeinde ist das gleichnamige Tepotzotlán. 
Die Gemeinde hatte im Jahr 2010 88.559 Einwohner in  21.208 Haushalten, ihre Fläche beträgt 188,8 km². 

## Geographie
Coyotepec liegt im Norden des Bundesstaates México, etwa 40 km nördlich von Mexiko-Stadt auf einer Höhe von etwa 2250 m bis 2900 m. 
Das Municipio grenzt an die Municipios Villa del Carbón, Huehuetoca, Coyotepec, Teoloyucán, Cuautitlán Izcalli und Nicolás Romero sowie an den Bundesstaat Hidalgo.

## Orte
Tepotzotlán umfasst insgesamt 40 Orte, von denen 5 zumindest 5000 Einwohner und weitere 13 zumindest 500 Einwohner aufweisen. Die größten Orte des Municipios sind:
| Ortsname             | Bevölkerung (2010) |
| -------------------- | ------------------ |
| Tepotzotlán          | 38.119             |
| Santiago Cuautlalpan | 09.786             |
| San Mateo Xoloc      | 08.958             |
| Ejido de Coyotepec   | 07.263             |
| Santa Cruz del Monte | 06.703             |
| Cañada de Cisneros   | 03.369             |
| Santa Cruz           | 01.995             |
| San Sebastián        | 01.704             |
| La Concepción        | 01.472             |
| Colonia Guadalupe    | 01.178             |